# Najazd Daleków na Ziemię
Najazd Daleków na Ziemię (ang. Daleks – Invasion Earth: 2150 A.D.) – brytyjski film z gatunku science fiction wyreżyserowany przez Gordona Flemynga, który miał swoją premierę w 1966 roku. Jest to sequel do filmu Dr Who wśród Daleków. Główne role odgrywają w nim  Peter Cushing, a także Bernard Cribbins oraz Andrew Keir. Film nakręcony został w technicolorze i w formacie panoramicznym.
Fabuła opiera się na napisanym przez Terry'ego Nationa, sześcioczęściowym odcinku The Dalek Invasion of Earth z serialu Doktor Who, emitowanego w telewizji w listopadzie i grudniu 1964 roku, choć jego filmowa wersja znacznie różni się od swojego pierwowzoru. Przykładowo, główny bohater filmu to ludzki doktor o nazwisku Who, w przeciwieństwie do serialowej wersji, w której główny bohater jest obcym z planety Gallifrey zwanym Doktorem.
Planowany był również trzeci film z tej serii, którego fabuła miałaby się opierać na odcinku Doktora Who pt. The Chase z 1965 roku, lecz jego produkcja nigdy nie została zrealizowana z powodu niskich przychodów ze sprzedaży biletów.
W Polsce film ten został wyemitowany po raz pierwszy 26 grudnia 1979 roku w Programie II Telewizji Polskiej.

## Fabuła
Tom Campbell, policjant z jednostki specjalnej, patroluje okolice sklepu jubilerskiego akurat w momencie, gdy dochodzi do rabunku. Tomowi nie udaje się opanować sytuacji i złodzieje uciekają. Gdy chce wezwać posiłki korzystając z lokalnej budki policyjnej, przypadkowo wchodzi na pokład TARDIS, wehikułu czasu pilotowanego przez doktora Who, jego siostrzenicę Louise i wnuczkę Susan.
Doktor kieruje TARDIS do roku 2150. Tak trafiają do pustego i zniszczonego wojną Londynu. Okazuje się, że Dalekowie, zaciekli wrogowie doktora, najechali i zniszczyli Ziemię. Ludzie, którym udało się przeżyć, zostali zepchnięci do podziemi, gdzie zorganizowali ruch oporu. Natomiast ci, którzy zostali złapani przez Daleków, po praniu mózgu służą im jako niewolnicy (nazywani Robomanami), pracując w kopalni przy projekcie dokopania się do jądra Ziemi.
Po lądowaniu, Louise i Susan zostają zabrane przez rebeliantów do tuneli londyńskiego metra, a Tom i doktor zostają schwytani przez oddział Robomanów i uwięzieni na statku Daleków. Doktor odkrywa, że drzwi do pomieszczenia, w którym zostali zamknięci są zamykane magnetycznie i z łatwością otwiera je przy pomocy plastikowego grzebyka. Jest jednak nieświadomy, że cała sytuacja była jedynie farsą – testem sprawdzającym inteligencję bohaterów, by znaleźć odpowiednich kandydatów do prania mózgu. W czasie gdy doktor, Tom i Craddock przechodzą procedurę prania mózgu, rebelianci atakują statek Daleków.

## Obsada
- Peter Cushing jako doktor Who
- Bernard Cribbins jako Tom Campbell
- Ray Brooks jako David
- Andrew Keir jako Wyler
- Jill Curzon jako Louise
- Roberta Tovey jako Susan
- Roger Avon jako Wells
- Geoffrey Cheshire jako Roboman
- Keith Marsh jako Conway
- Philip Madoc jako Brockley
- Steve Peters jako naczelnik Robomanów
- Eddie Powell jako Thompson
- Godfrey Quigley jako Dortmun
- Peter Reynolds jako rowerzysta
- Bernard Spear jako mężczyzna z siatką
- Sheila Steafel jako młoda kobieta
- Eileen Way jako stara kobieta
- Kenneth Watson jako Craddock
- John Wreford jako złodziej
- Robert Jewell jako operator Daleków
- Peter Hawkins oraz David Graham jako Dalekowie (głosy)

### Dalsze losy obsady
- Cribbins pojawił się później w serialu Doktor Who w innej roli. Począwszy od odcinka specjalnego Rejs potępieńców z 2007 roku wcielał się w postać Wilfreda Motta, patriotycznego sprzedawcę gazet i jednocześnie dziadka towarzyszki Doktora, Donny Noble. Pojawił się w tej roli również w kilku odcinkach 4 sezonu z 2008 roku, a także w odcinkach specjalnych Do końca wszechświata, gdzie towarzyszy Doktorowi w jego ostatniej podróży w swoim dziesiątym wcieleniu.

- Philip Madoc pojawia się później w czterech historiach serialu Doktor Who: The Krotons (1968-1969), The War Games (1969), The Brain of Morbius (1976) i The Power of Kroll (1978-1979). Za każdym razem gra inną rolę[3].

## Produkcja
Zdjęcia do filmu powstawały w Shepperton Studios w Anglii, od 31 stycznia 1966 do 22 marca, 11 dni po planowanym zakończeniu. Powodem opóźnienia była choroba Cushinga – spowodowało to również modyfikacje scenariusza, by zmniejszyć liczbę scen z jego udziałem. Ponadto w trakcie zdjęć na planie wydarzyło się kilka wypadków. Przykładowo, jeden z Daleków-rekwizytów spłonął przypadkowo w trakcie kręcenia scen ataku rebeliantów na statek, a jeden z kaskaderów, Eddie Powell, który grał jednego z rebeliantów – Thompsona, złamał nogę w kostce w scenie gdy jego bohater ginie w trakcie ucieczki przed Dalekami. Ponadto Andrew Keir uszkodził sobie nadgarstek, uderzając w przednią szybę vana w scenie, w której Wyler i Susan uciekają z Londynu.
Budżet filmu wynosił 286 000 funtów, znacznie więcej niż poprzedni film, w tym ponad 50 000 funtów wydano na jego promocję. Premiera filmu odbyła się w Londynie 22 lipca 1966.

### Wydania późniejsze
- W 1995 roku wyprodukowano film dokumentalny pt. Dalekomania opowiadający o filmie i jego seqelu. Opowiada on o kulisach produkcji[5].

- Oba filmy Gordona Flemynga opowiadające o przygodach doktora Who oraz film dokumentalny Dalekmania, zostały wydane na 3-płytowym DVD 20 listopada 2001. Natomiast odświeżona wersja filmu w formacie Blu-ray została wypuszczona na rynek 27 maja 2013[6].